# 685 Hermia
685 Hermia este un asteroid din centura principală, descoperit pe 12 august 1909, de Karl Wilhelm Lorenz.